# Cocciscia
Cocciscia is een monotypisch geslacht van schimmels behorend tot de familie Dacampiaceae. Het bevat alleen Cocciscia hammeri.